# 角色 (2021年电影)
《角色》（日语：キャラクター）是2021年6月11日上映的日本电影，由永井聪执导，菅田将晖主演。本作也是SEKAI NO OWARI主唱Fukase的演员出道作。编剧长崎尚志是浦泽直树《20世纪少年》、《危险调查员》的共同原作，他联手川村元气及村濑健，耗时10年共同打造了这部作品。
除电影外，另有推出小说版及漫画版，结局各不相同。

## 剧情简介
山城圭吾是知名漫画家本庄勇人的助手，梦想成为人气悬疑漫画家。他虽画技过人，却因性格温厚老实，无法描绘出独具魅力的反派角色，一直无法顺利出道。
某天，受老师所托，山城前往某个住宅区绘制「谁看了都会觉得幸福的房子」速写，却意外目睹一家四口惨死家中……以此获得创作灵感的山城，对警察谎称「未目击凶手」，转头以凶手为原型，创作了杀人鬼为主角的悬疑漫画《34》而一举成名。
正当他的漫画家生涯一帆风顺时，却发生了模仿漫画剧情的杀人事件。随后，当年的凶手两角出现在山城面前……

## 登场人物

### 主要人物
山城圭吾（やましろ けいご）：菅田将暉
梦想成为漫画家的青年，性格温厚老实，因此无法描绘出有魅力的反派，始终只能当助手。某天，他意外目睹灭门惨案，并以此案凶手为原型，创作了悬疑漫画《34》一举成名。
两角（両角（もろずみ））：Fukase（SEKAI NO OWARI）
独具魅力的杀人犯，山城笔下的杀人魔「Dagger」正是以他为原型。执着于杀害「幸福的四人家庭」。
川濑夏美（川瀬夏美（かわせ なつみ））：高畑充希
山城圭吾的女友。漫画《34》正式连载后与他结婚并辞去了工作。
真壁孝太（まかべ こうた）： 中村獅童
神奈川县警察本部侦查第一课的警部补。他是清田的上司，也是神奈川连环一家杀人案侦查总部的班长。过去曾经在少年课照顾过清田。
清田俊介（せいだ しゅんすけ）：小栗旬
神奈川县警察本部侦查第一课的巡查部长。很早就注意到两角的杀人案与山城的漫画《34》之间的共通点，并试图追寻真相。与真壁是同乡，两人都是暴走族出身。作为警察，在讯问和了解案情上有着过人的才能。

### 其他人物
大村诚（大村誠（おおむら まこと））：中尾明庆
漫画编辑，打造了多部爆款作品。
边见敦（辺見敦（へんみ あつし））：松田洋治
曾犯下杀人案的男子，顶替两角入狱。
本庄勇人（ほんじょう はやと）：宮崎吐夢
人气漫画家，山城圭吾曾是他的助手。
加藤一郎（かとう いちろう）：岡部たかし
漫画杂志主编。
山城健太（やましろ けんた）：橋爪淳
山城圭吾的父亲。
山城由纪（山城由紀（やましろ ゆき））：小島聖
山城健太的再婚对象，山城圭吾的继母。
山城绫（山城綾（やましろ あや））：見上愛
山城由纪的女儿，山城圭吾的继妹。
浅野文康（浅野文康（あさの ふみやす））：テイ龍進
神奈川省警察总部侦查第一课的巡査部长。清田的前辈。
奥村丰（奥村豊（おくむら ゆたか））：小木茂光
神奈川省警察总部侦查第一课的警视。是真壁、清田的上司及课长代理。

## 工作人员
- 原案：長崎尚志
- 导演：永井聪
- 脚本：長崎尚志、川原杏奈、永井聡
- 音乐：小島裕規“Yaffle”
- 制作：石原隆、松岡宏泰
- 企划：川村元气
- 制片：村濑健
- 剧中漫画：江野朱美（山城）、古屋兔丸（本庄）
- 劇中漫画編集：豊田夢太郎
- 制作人：唯野友歩
- 摄影：近藤哲也
- 照明：溝口知
- 美术：杉本亮
- 录音：石貝洋
- 编集：二宮卓
- 字幕：佐山優佳
- 演出导演：元川益暢
- 装饰：安藤千穂
- 造型：申谷弘美
- 服装：松川好伸
- 发型：荒木美穂、江口洋樹（Fukase）
- VFX管理者：須藤公平
- 音响效果：勝亦さくら
- 副导演：藤江儀全
- 制作担当：金子堅太郎
- 音乐制作人：北原京子
- 执行制片：鶴賀谷公彦
- 发行：东宝
- 制片：AOI Pro.
- 制作：电影「角色」制作委员会（富士电视台、东宝）

## 主題曲
“Character”
作詞：ACA-Ne（永远是深夜有多好。）×Rin音，作曲：ACA-Ne×Rin音×Yaffle，主唱：ACA-Ne×Rin音 Prod by Yaffle

## 小说版
2021年5月7日发售，全一卷。由电影原案・剧本的长崎尚志亲自执笔。

## 漫画版
《月刊!スピリッツ》（小学馆）2021年5月号至同年7月号连载。2021年5月7日发售单行本，全一卷。いわや晃担任作画。

## 脚注
1. ↑  . realsound. 2020-12-08  [2020-12-09]. （原始内容存档于2021-10-22） （日语）.
2. ↑  SCREEN ONLINE. . screenonline. 2021-03-19  [2024-07-22]. （原始内容存档于2024-07-26） （日语）.
3. ↑  ORICON NEWS. . ORICON. 2021-03-24  [2024-07-22]. （原始内容存档于2024-07-26） （日语）.
4. ↑  . billboard. 2021-04-20  [2024-07-22]. （原始内容存档于2024-07-26） （日语）.
5. 1 2  映画ナタリー編集部. . natalie. 2021-03-24  [2021-12-05]. （原始内容存档于2024-10-01） （日语）.
6. ↑  . コミックナタリー (ナターシャ). 2021-03-27  [2021-05-27]. （原始内容存档于2021-12-05） （日语）.
7. ↑  . コミックナタリー (ナターシャ). 2021-05-27  [2021-05-27]. （原始内容存档于2021-12-05） （日语）.

## 外部連結
- 豆瓣电影上《角色》的資料 （简体中文）